# هلیفکس بنک
هلیفکس بنک (انگلیسی: Halifax) شرکت خدمات مالی و بانکداری بریتانیایی است، که در سال ۱۸۵۳ تأسیس شد.